# Lưu Vĩnh (nhà Tân)
Lưu Vĩnh (chữ Hán: 刘永, ? – 27), sinh quán Tuy Dương, Lương Quận, Dự Châu , hoàng thân nhà Hán, thủ lĩnh tối cao trên danh nghĩa của các lực lượng quân phiệt vùng Quan Đông  đầu đời Đông Hán.

## Thân thế
Vĩnh là cháu trực hệ 8 đời của Lương Hiếu vương Lưu Vũ. Phả hệ các đời Lương vương từ Lưu Vũ đến Lưu Vĩnh như sau: Lưu Vũ → Lưu Mãi → Lưu Tương → Lưu Vô Thương → Lưu Định Quốc → Lưu Toại → Lưu Gia → Lưu Lập → Lưu Vĩnh. Cha là Lưu Lập, được nối tước Lương vương. Bởi Lập đi lại với ngoại thích họ Vệ thời Hán Bình đế, bị Vương Mãng làm tội, nên ông không được kế thừa vương tước.

## Cuộc đời và sự nghiệp
Canh Thủy đế lên ngôi (23), Vĩnh trước tiên đến Lạc Dương, được nối tước Lương vương, định đô ở Tuy Dương. Đến khi ông nghe tin chính quyền Canh Thủy sinh loạn, bèn khởi binh cát cứ; lấy em trai Lưu Phòng làm Phụ quốc đại tướng quân, em kế Phòng là Thiếu Công làm Ngự sử đại phu. Rồi mời gọi hào kiệt quận Bái là bọn Chu Kiến, tự làm tướng đi đánh Tề Âm, Sơn Âm, Bái, Sở, Hoài Dương, Nhữ Nam, hạ được 28 thành. Lại sai sứ bái thủ lĩnh nghĩa quân Tây Phòng là Giảo Cường làm Hoành hành tướng quân. Khi ấy, người quận Đông Hải là Đổng Hiến khởi binh cát cứ bản quận, còn Trương Bộ cũng trấn định đất Tề. Vĩnh sai sứ bái Hiến làm Dực Hán đại tướng quân, Bộ làm Phụ Hán đại tướng quân, cùng nhau liên kết, rồi chiếm giữ vùng Quan Đông. Đến lúc Canh Thủy đế thất bại (25), Vĩnh tự xưng thiên tử.
Mùa hạ năm Kiến Vũ thứ 2 (26), Quang Vũ đế sai bọn Hổ nha đại tướng quân Cái Duyên chinh phạt Vĩnh. Quân đội của ông thất bại nhanh chóng, phải lui về cố thủ Tuy Dương. Các tướng Hán bất hòa, tướng cũ của Canh Thủy đế là Tô Mậu phản Hán, giết Hoài Dương thái thú, chiếm lấy vài huyện, cát cứ Quảng Nhạc , rồi xưng thần với ông; Vĩnh cả mừng, lập tức lấy Mậu làm Đại tư mã, Hoài Dương vương. Tuy nhiên, Cái Duyên vẫn tiếp tục vây Tuy Dương, vài tháng thì nhổ được (khoảng tháng 8 ÂL). Vĩnh đưa gia thuộc chạy đến đất Ngu  (thuộc quận Lương), người ở đây nổi dậy, giết mẹ và vợ con của ông, nên Vĩnh đưa mấy chục thủ hạ chạy sang đất Tiếu  (thuộc quận Bái). Tô Mậu, Giảo Cường, Chu Kiến hợp binh cứu ông, bị Cái Duyên đánh bại, Mậu chạy về Quảng Nhạc; Cường, Kiến theo Vĩnh chạy đến Hồ Lăng .
Tháng 2 ÂL năm thứ 3 (27), Vĩnh sai sứ lập Trương Bộ làm Tề vương, Đổng Hiến làm Hải Tây vương. Tháng 4 ÂL, người Tuy Dương nổi dậy, đón Vĩnh ở trở về. Quân Hán của bọn Đại tư mã Ngô Hán, Cái Duyên vây rất ngặt, trong thành hết lương, ông cùng Tô Mậu, Chu Kiến chạy đến đất Tán . Quân Hán đuổi nà, ông bị bộ tướng là Khánh Ngô chém chết, dâng đầu xin hàng. Kiến, Mậu chạy đến Thùy Huệ , cùng lập con Vĩnh là Hu làm Lương vương, tiếp tục chống lại chính quyền Quang Vũ.